# 井手直行
井手 直行（いで なおゆき、1967年〈昭和42年〉9月28日 - ）は、日本の実業家。
「よなよなエール」「インドの青鬼」「水曜日のネコ」などのクラフトビールの製造・販売を行う株式会社ヤッホーブルーイングの代表取締役社長。愛称・ニックネームは「てんちょ」。

## 経歴
北海道旭川市で出生 および出身。
その後福岡県久留米市に移り住み幼少期を過ごす。国立久留米工業高等専門学校電気工学科卒業後、大手電器メーカーにエンジニアとして入社。
その後広告代理店などを経て、1997年（平成9年）ヤッホーブルーイング創業時に営業担当で入社。2004年（平成16年）にネット販売担当として事業を推進。看板ビール『よなよなエール』を武器に業績をV字回復させた。2008年（平成20年）より同社の代表取締役社長に就任。
著書に『ぷしゅ よなよなエールがお世話になります―くだらないけど面白い戦略で社員もファンもチームになった話』（東洋経済新報社）がある。

## 人物
- 星野佳路（ヤッホーブルーイング創業者 / 現・星野リゾート代表取締役社長）から入社を打診されたことが、ヤッホーブルーイング入社のきっかけとなった[5]。
- ヤッホーブルーイングでのニックネームは「てんちょ」。インターネット通販「よなよなの里 楽天市場店」の店長だったことに由来[6]。
- ヤッホーブルーイングのファンイベント「よなよなエールの超宴」や、同社のオンラインイベントなどにも度々出演している[7]。
- 採用内定者の不安解消のために個別にクラフトビールを飲みながら相談にのることもある。[8]
- 「楽天ショップ・オブ・ザ・イヤー」の授賞式や記者発表会等で、仮装をして登場するパフォーマンスも注目を集めている[9]。
- パチプロとして生活をしていた時期がある[10]。
- 座右の銘は「なんとかなるさ!」[11]

## 著書
『ぷしゅ よなよなエールがお世話になります―くだらないけど面白い戦略で社員もファンもチームになった話』（2016年4月8日、東洋経済新報社）ISBN 978-4492502822

## 出演

### テレビ
- ハミダシター[12]（2017年11月18日、フジテレビ）
- 就活Q（2019年5月2日、NHK）
- ゴールデンクロス 話題の社長が気になる社長に会いに行く[13]（2019年11月16日、BSテレビ東京）
- news every.（2022年4月8日、テレビ信州）
- バラいろダンディ（2022年5月24日、東京MX）
- カンブリア宮殿 大復活の"どん底"メーカー 熱烈ファンを作る極意[14]（2022年8月11日、テレビ東京）- ヤッホーブルーイング 社長として出演。
- サラメシ（2022年9月22日、NHK）

### ラジオ
- TOKYO MORNING RADIO「KARTE CX BOX」（J-WAVE）[15]
- 空想メディア（TOKYO FM）[16]
- 企業の遺伝子（JAPAN FM NETWORK）[17]